# محمدتقی بن محمدعلی
حاج محمد تقی (درگذشت ۱۲۶۹ه‍.ق) فرزند محمد علی از پیروان شیوه احمد نیریزی و از خوشنویسان سده سیزدهم و از استادان خط نسخ است.
حاج محمد تقی در زمان صدارت میرزا تقی خان امیرکبیر از مشهد به تهران آمد و مدتی در دربار ناصرالدین شاه به کتابت پرداخت. سپس به زیارت عتبات و مکه رفت و بازگشت. سرانجام در مشهد به سال ۱۲۶۹ ه‍.ق درگذشت.